# F.I.L.A. (компанія)
FILA - Fabbrica Italiana Lapis ed Affini Sp А., або Група ФІЛА (FILA Group) є багатонаціональним постачальником художніх матеріалів та супутніх товарів, із дочірніми компаніями та брендами, такими як Daler-Rowney, Canson, Lyra (Німеччина) та Maimeri.  
FILA була заснована у 1920 році у Флоренції, Італія, з 1959 року головний офіс знаходиться у Мілані. Зростання групи включало етапи придбання інших компаній. Компанія була зареєстрована на Міланській фондовій біржі в листопаді 2015 року.
Згідно з даними, представленими FILA Group, станом на 2016 р. компанія представлена приблизно в 50 країнах, де загалом працює 6500 осіб.

## Бренди
• Blanca Nieves
• Canson
• Daler-Rowney
• DAS [Італія]
• Didò [Італія]
• Dixon
• DOMS
• Giotto
• Giotto be-bè
• Lyra
• Maimeri
• Mapita
• Mercurio
• Metrico
• Pax
• Pongo
• Pacon
• Prang
• Ticonderoga
• Tratto
• Uti Guti
• Vinci
• Vividel